# Yoshi's Safari
Yoshi's Safari (Japans: ヨッシーのロードハンティング) is spel voor de SNES, uitgebracht in 1993. Het spel werd ontwikkeld en uitgegeven door Nintendo. In dit spel moeten Mario en Yoshi King Fret en zijn zoon Prince Pine uit Jewelery Land uit de handen van Bowser en zijn Koopalings redden. Anders dan de meeste Mario-spellen, is dit spel een lineaire shooter met de mogelijkheid om een Super Scope light gun te gebruiken.

## Levels

### Jewelry Land
- 1: Grass Land
  - Eindbaas: Lemmy Koopa
- 2: Mushroom Land
  - Eindbaas: Ludwig Von Koopa
- 3: Pipe Island
  - Eindbaas: Wendy O. Koopa
- 4: Crescent Coast
  - Eindbaas: Larry Koopa
- 5: Spirit Mountain
  - Eindbaas: Morton Koopa Jr.
- 6: Grand Bridge
  - Eindbaas: Iggy Koopa
- 7: Float Castle I
  - Eindbaas: Roy Koopa

### Dark World
- 8: Cornice Cave
  - Eindbaas: Kamek
- 9: Ghost Mansion
  - Eindbaas: Big Boo
- 10: Float Castle II
  - Eindbaas: Chargin' Chuck
- 11: Dark Sea
  - Eindbaas: Koopa Troopa Sub
- 12: Bowser's Castle
  - Eindbaas: King Bowser

## Ontvangst
| Beoordeeld door             | Jaar | Score |
| --------------------------- | ---- | ----- |
| Consoles Plus               | 1994 | 84%   |
| Joypad                      | 1993 | 83%   |
| Power Unlimited             | 1993 | 80%   |
| Nintendo Magazine System UK | 1993 | 77%   |
| Nintendo Land               | 2003 | 71%   |
| The Video Game Critic       | 2013 | 16%   |